# Moussa Sidi Bagayoko
Moussa Sidi Bagayoko (ur. 31 grudnia 1983 w Teyarett) – mauretański piłkarz grający na pozycji środkowego pomocnika. W swojej karierze rozegrał 29 meczów w reprezentacji Mauretanii.

## Kariera klubowa
Swoją karierę piłkarską Bagayoko rozpoczął w klubie ASAC Concorde. W 2003 roku zadebiutował w jego barwach w pierwszej lidze mauretańskiej. Grał w nim do 2016 roku. Wywalczył z nim mistrzostwo Mauretanii w sezonie 2007/2008 i trzy wicemistrzostwa w sezonach 2003, 2009 i 2013/2014 oraz zdobył Puchar Mauretanii w 2009 roku. W latach 2016–2018 grał w ACS Ksar, a w latach 2018-2019 w ASC Police, w którym zakończył karierę.

## Kariera reprezentacyjna
W reprezentacji Mauretanii Bagayoko zadebiutował 3 września 2006 w wygranym 4:0 meczu kwalifikacji do Pucharu Narodów Afryki 2008 z Botswaną, rozegranym w Nawakszucie. W kadrze narodowej od 2006 do 2018 wystąpił 29 razy.